# Víctor Chust
Victor Chust, né le 5 mars 2000 à Valence en Espagne, est un footballeur espagnol qui évolue au poste de défenseur central au Elche CF.

## Biographie

### En club
Natif de Valence  en Espagne, Victor Chust est formé par l'un des clubs de sa ville natale, le Valence CF. Il rejoint en 2012 le Real Madrid CF avec qui il poursuit sa formation. En 2017 son ancien club tente de le rapatrier mais le Real Madrid refuse de se séparer de son jeune talent. Il remporte l'UEFA Youth League lors de la saison 2019-2020, en portant le brassard de capitaine. 
Rapidement intégré à la Castilla par Raúl où il officie également comme capitaine, Victor Chust est appelé pour la première fois en équipe première par Zinédine Zidane avec son coéquipier Sergio Arribas pour un match de Ligue des champions face au Chakhtar Donetsk en novembre 2020. Il n'entre toutefois pas en jeu. Il joue son premier match pour l'équipe première le 20 janvier 2021, à l'occasion d'une rencontre de coupe d'Espagne face au CD Alcoyano. Il est titularisé en défense central aux côtés d'Éder Militão mais son équipe s'incline après prolongations (2-1).
Le 9 août 2021, Víctor Chust est prêté au Cádiz CF.
Le 6 juillet 2022, Víctor Chust s'engage définitivement au Cádiz CF. Il signe un contrat courant jusqu'en juin 2026. 
Chust inscrit son premier but pour le Cádiz CF le 9 octobre 2022, lors d'une rencontre de championnat face à l'Espanyol de Barcelone. Titularisé, il ouvre le score, mais les deux équipes se neutralisent (2-2 score final). Sorti blessé lors d'un match de championnat face au Getafe CF le 5 novembre 2022 (0-0 score final), il est indisponible pendant huit matchs, et alors qu'il fait son retour en janvier 2023 il rechute. Chust reprend l'entraînement le mois suivant et lutte pour reprendre une place de titulaire.
Le 7 août 2025, Víctor Chust rejoint le Elche CF sous la forme d'un prêt d'une saison, avec option d'achat.

### En sélection nationale
Avec les moins de 19 ans, Chust joue son premier match le 10 octobre 2018 face à Andorre, où il est titularisé. Les jeunes espagnols s'imposent par cinq buts à zéro ce jour-là. Il participe ensuite au championnat d'Europe des moins de 19 ans en 2019. Lors de cette compétition organisée en Arménie, il joue deux matchs, dont la finale que L'Espagne remporte en battant le Portugal par deux buts à zéro.
Victor Chust joue son premier match avec l'équipe d'Espagne espoirs le 8 octobre 2021, contre la Slovaquie. Il entre en jeu à la place d'Alejandro Francés et son équipe s'impose par trois buts à deux ce jour-là.

## Palmarès

### En équipe nationale
Espagne moins de 17 ans
- Vainqueur du championnat d'Europe des moins de 17 ans
  - 2017.

 Espagne moins de 19 ans
- Vainqueur du championnat d'Europe des moins de 19 ans
  - 2019.

### En club
Real Madrid
- Vainqueur de l'UEFA Youth League 2019-20.